# Ukraine et Pays-Bas c. Russie
L'affaire Ukraine et Pays-Bas contre Russie sont un regroupement de quatre affaires interétatiques devant la Cour européenne des droits de l’homme (CEDH). L'affaire rassemble trois requêtes de Ukraine et une des Pays-Bas contre la fédération de Russie en lien avec les violations généralisées des droits de l'homme commises par cette dernière sur le territoire de l'Ukraine depuis 2014, dans le cadre le l'agression russe contre l'Ukraine, y-compris l'abattage du vol MH17 et l'invasion à grande échelle de l'Ukraine par la Russie.
La Cour reconnait, dans un arrêt rendu le 9 juillet 2025, les violations très nombreuses, flagrantes et sans précédent de la Convention européenne des droits de l'homme commises en Ukraine par la Russie, depuis 2014, et la responsabilité de cette dernière dans la destruction de l'avion assurant le vol MH17.
Il s’agit de l’une des plus importantes affaires interétatiques de l’histoire de la CEDH en termes de nombre de droits violés, de volume de preuves et de nombre de victimes.

## Requêtes
- requête no 43800/14 (2014) : introduite par l’Ukraine le 13 juin 2014 après le début de la guerre russo-ukrainienne, concerne des violations des droits de l’Homme liées à la soustraction de groupes d’enfants des régions de Donetsk et de Louhansk.
- requête no 8019/16 (2016) : soumise par l’Ukraine concernant les violations des droits de l’Homme dans certaines zones des oblasts de Donetsk et de Louhansk, qui sont depuis 2014 sous le contrôle de groupes armés soutenus par la Russie, y-compris les meurtres, la torture, les détentions arbitraires, les atteintes à la liberté de religion, des opinions exprimées et de la persécution des citoyens qui soutenaient l’intégrité territoriale de l’Ukraine.
- requête no 28525/20 (2020) : introduite par les Pays-Bas le 17 juillet 2014 en raison de la destruction du vol MH17 sur le territoire qui était sous le contrôle des forces soutenues par la Russie. La requête a été soumise au nom des proches de 298 des victimes et concerne la violation du droit à la vie et l’absence d’une enquête efficace.
- requête no 11055/22 (2022) : introduite par l’Ukraine le 28 février 2022 après le début de l’invasion à grande échelle par la fédération de Russie, relative aux violations systématiques commises par les forces armées de la fédération de Russie sur l’ensemble du territoire de l’Ukraine, y compris les meurtres de civils, la destruction d’infrastructures, la déportation d’enfants, les violences sexuelles et la torture.

Le 17 février 2023, la CEDH a joint la requête n° 11055/22 avec des affaires pendantes, créant une procédure unique sous un intitulé commun,.

## Interventions
À la requête interétatique de l'Ukraine no 11055/22 du 23 juin 2022, 26 États et trois organisation non gouvernementale sont volontairement intervenus, en présentant des observations sur les principaux points de l'affaire :
- Allemagne

- Autriche

- Belgique

- Bulgarie

- Croatie

- Danemark

- Espagne

- Estonie

- Finlande

- France

- Irlande

- Islande

- Italie

- Lettonie

- Lituanie

- Luxembourg

- Norvège

- Pologne

- Portugal

- République tchèque

- Roumanie

- Royaume-Uni

- Slovaquie

- Slovénie

- Suède

- Académie de droit international humanitaire et de droits humains de Genève (Académie de Genève)

- Human Rights Law Centre de l’Université de Nottingham

- MH17 Air Disaster Foundation

De nombreux requérants individuels dans quatre autres affaires intentées par des proches des victimes du vol MH17 ont également produit des observations.

## Chronologie de la procédure
13 mars 2014 : Le gouvernement ukrainien dépose une première requête interétatique no 20958/14 contre la fédération de Russie concernant les violations de la Convention européenne des droits de l'Homme dans l’est de l’Ukraine et en Crimée.
13 juin 2014 : Le gouvernement ukrainien a introduit une nouvelle requête interétatique no 43800/14 contre la Russie. Elle concernait en particulier l'enlèvement d'enfants ukrainiens.
26 août 2015 : Le gouvernement ukrainien introduit une requête interétatique no 42410/15 contre la Russie, se concentrant quant à elle sur le cas de la Crimée, mais traitant également de l'est de l'Ukraine.
9 février 2016 : Une chambre de la troisième section de la CEDH a scindé la requête no 20958/14 en deux affaires distinctes : la première (sous le même numéro) concernait la Crimée, tandis qu'une nouvelle affaire (no 8019/16) portait sur les événements dans l'est de l'Ukraine.
29 novembre 2016 : Il a été procédé de même avec la requête no 42410/15 : la Crimée conservait ce numéro et une nouvelle affaire (no 70856/16) était créée concernant l'est de l'Ukraine.
7 mai 2018 : Une chambre de la première section de la CEDH s'est dessaisie au profit de la grande chambre, la formation la plus solennelle de la Cour, des affaires nos 8019/16 et 70856/16.
11 juin 2018 : La grande chambre de la CEDH a joint deux requêtes de l'Ukraine no 8019/16 et no 70856/16, concernant les violations systémiques des droits humains dans l’est de l’Ukraine, sous le no 8019/16 Ukraine c. Russie (Ukraine orientale).
10 juillet 2020 : Le gouvernement néerlandais a introduit la requête interétatique no 28525/20 contre la Russie concernant la destruction de l'avion de ligne MH17 au-dessus de l'Ukraine en 2014.
27 novembre 2020 : La grande chambre de la CEDH a décidé de joindre la requête no 8019/16 Ukraine c. Russie (Ukraine orientale) avec la requête no 43800/14 et la requête néerlandaise no 28525/20, sous l'intitulé Ukraine et Pays-Bas c. Russie.
26 janvier 2022 : Une audience sur la recevabilité des trois affaires jointes sous Ukraine et Pays-Bas c. Russie s'est tenue devant la grande chambre de la CEDH.
28 février 2022 : Le gouvernement ukrainien a déposé la requête no 11055/22 concernant les violations des droits humains dans le contexte de l'invasion à grande échelle par la fédération de Russie.
1er et 4 mars 2022 : La CEDH a ordonné des mesures provisoires urgentes sur cette requête no 11055/22 (v. infra).
16 mars 2022 : La Russie annonce se retirer du Conseil de l'Europe et de la Convention européenne des droits de l'Homme. Elle est exclue de l'organisation ce même jour.
22 mars 2022 : La CEDH décide que la Russie demeure liée par la Convention européenne des droits de l'Homme jusqu'au 16 septembre 2022.
25 janvier 2023 : La grande chambre de la CEDH a déclaré les requêtes nos 43800/14, 8019/16 et 28525/20 partiellement recevables et a confirmé le contrôle effectif de la fédération de Russie sur certaines parties de l’est de l’Ukraine depuis le 11 mai 2014 (v. infra).
17 février 2023 : La grande chambre de la CEDH joint la requête n° 11055/22 aux trois autres de Ukraine et Pays-Bas c. Russie dans une seule et même procédure.
12 juin 2024 : une audience sur le fond (et la recevabilité de la requête no 11055/22) a lieu à Strasbourg devant la grande chambre de la CEDH. Des représentants de l'Ukraine et des Pays-Bas ont présenté leurs observations orales. La Russie n'était pas présente. Des observations orales communes pour les parties intervenantes ont été présentées par la Norvège. Les gouvernements polonais et britannique ont fait des observations orales séparées comme la grande chambre les y avaient autorisés préalablement.
9 juillet 2025 : La grande chambre de la Cour européenne des droits de l'Homme rend son arrêt sur le fond de l'affaire. La Russie n'est pas présente à la lecture.

## Indication en mesures conservatoires

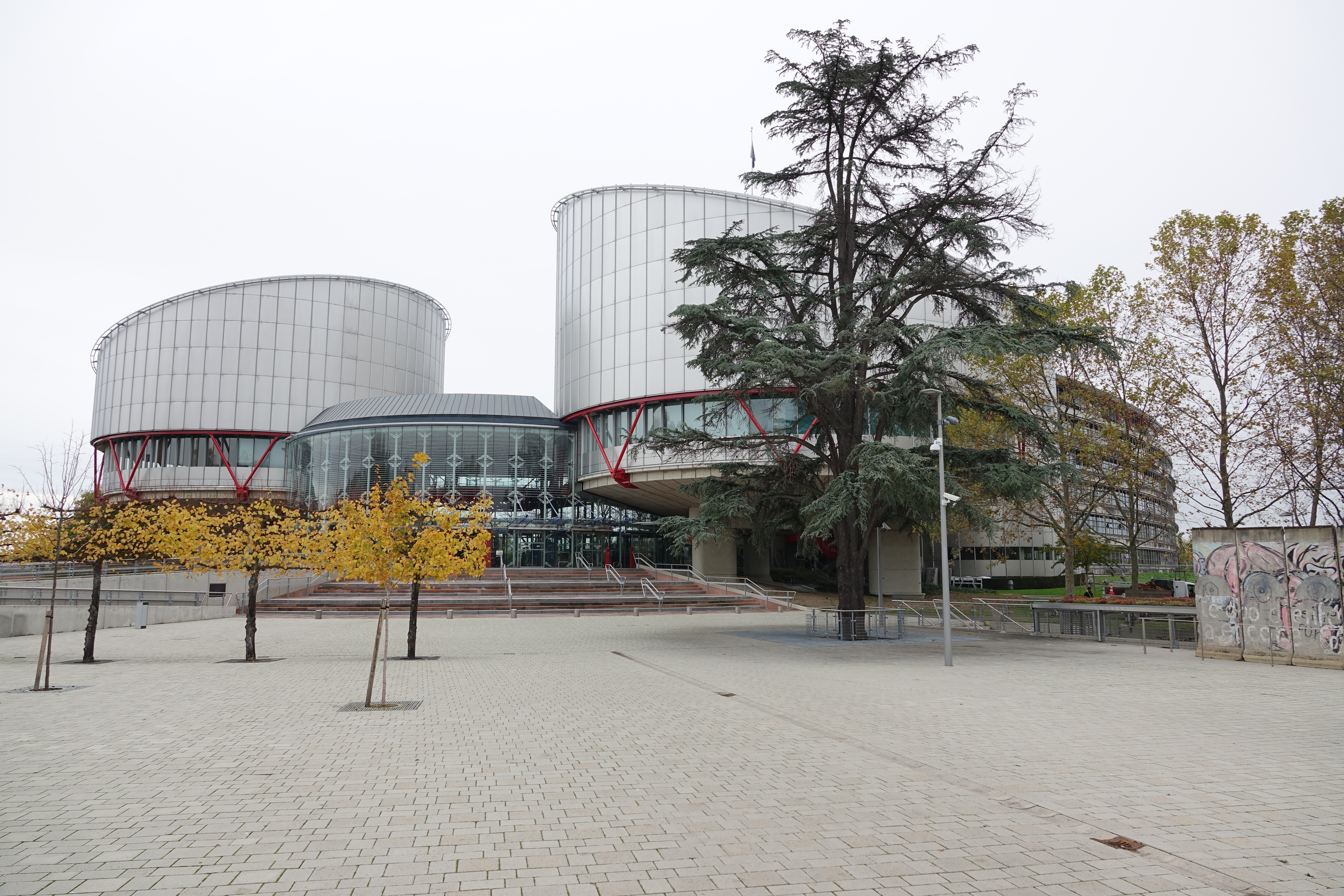
Le Palais des droits de l'homme, siège de la Cour européenne des droits de l'Homme, à Strasbourg, France

Le 1er mars 2022, cinq jours après le début de l'invasion à grande échelle de l'Ukraine par la fédération de Russie, la CEDH, conformément à l'article 39 du règlement de la Cour, a ordonné des mesures provisoires urgentes dans le cadre de la requête interétatique de l'Ukraine no 11055/22. La Cour a appelé la fédération de Russie à s’abstenir de toute attaque militaire contre la population civile et les biens civils sur tout le territoire de l’Ukraine, notamment les écoles, les hôpitaux, les immeubles résidentiels et les infrastructures critiques (les biens protégés par le droit international humanitaire).
Le 4 mars 2022, la CEDH a clarifié et élargi l’application de des mesures provisoires urgentes, précisant qu'elles s’appliquent à tous les territoires ukrainiens occupés par la fédération de Russie ou des éléments sous son contrôle effectif. La Russie assume l’entière responsabilité du respect des droits de l’Homme dans les territoires qu’elle occupe.
La Cour a souligné l’obligation des États parties à la Convention européenne des droits de l'Homme d'exécuter les mesures provisoires. Cependant, la fédération de Russie n'a pas mis en œuvre ces mesures provisoires : bombardements de biens civils, sièges des villes (en particulier Marioupol), déportations forcées de civils – notamment de mineurs – et autres actions portant les caractéristiques de crimes de guerre se sont poursuivies pendant toute la période jusqu'à l'entrée en vigueur du retrait de la fédération de Russie de la Convention, le 16 septembre 2022.

## Décision sur la recevabilité

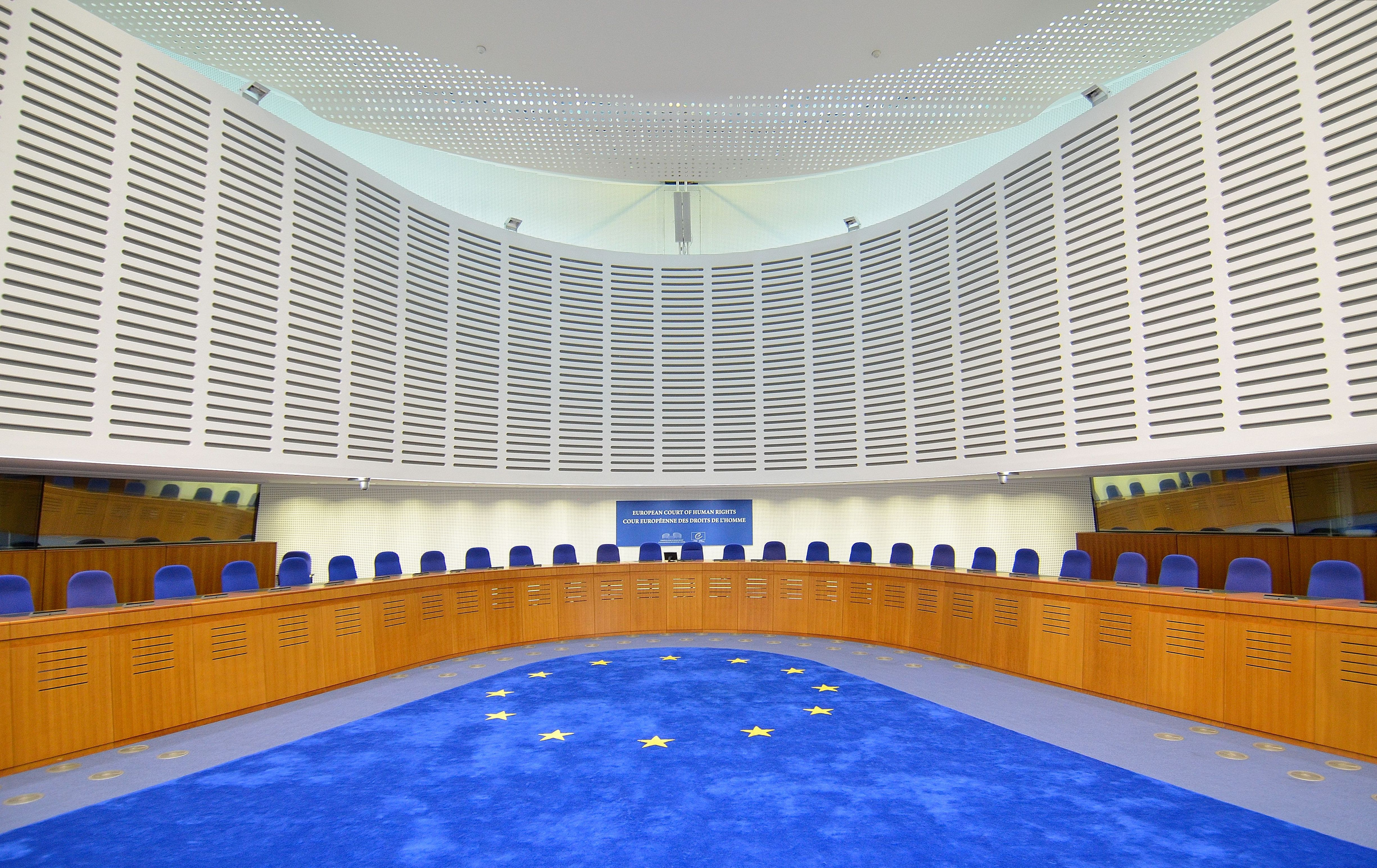
La salle d'audience de la grande chambre de la Cour européenne des droits de l'Homme

Le 25 janvier 2023, la grande chambre de la CEDH a prononcé une décision sur la recevabilité des affaires nos 43800/14, 8019/16 et 28525/20. La Cour a jugé les requêtes de l'Ukraine et des Pays-Bas recevables, ce qui ouvre la voie à un examen complet de l'affaire sur le fond. Elle s'est également reconnue sa compétence juridique pour statuer sur l'affaire.

### Compétence territoriale de la Cour
L'article 32 de la Convention européenne des droits de l'Homme stipule que :

« 1. La compétence de la Cour s’étend à toutes les questions
concernant l’interprétation et l’application de la Convention et de
ses protocoles qui lui seront soumises dans les conditions prévues
par les articles 33 [requête interétatique], 34 [requête individuelle], 46 [avis sur l'exécution des arrêts] et 47 [avis consultatif].

2. En cas de contestation sur le point de savoir si la Cour est
compétente, la Cour décide. »

Or, l'article 1er de la Convention stipule que cette dernière ne s'applique qu'aux personnes se trouvant « sous [la] juridiction » des États parties. La Russie soutenait que les personnes dans l'est de l'Ukraine ne se trouvaient pas sous la juridiction ukrainienne puisqu'elle n'exerçait plus de contrôle effectif sur ces territoires, ni sous la juridiction de la Russie, mais sous celle des autorités de fait se disant « république populaire de Donestk » et « république populaire de Louhansk ». Ces deux prétendues « républiques » autoproclamées n'étaient pas parties à la Convention.
La Cour rejette ce raisonnement et estime que la fédération de Russie exerçait un contrôle effectif sur les territoires temporairement occupés du Donbass depuis le 11 mai 2014 et était par conséquent responsable des actions qui s'y déroulaient. Elle se fonde sur la notion de juridiction extra-territoriale qu'elle avait déjà utilisée dans le cadre de population ou de territoires se trouvant en le pouvoir d'un État partie à la Convention. Elle retient les liens politiques, économiques, financiers, matériels et juridiques très soutenus entre la Russie et les rebelles séparatistes pro-russes du Donbass – dont la présence des forces armées russes aux côtés desdits rebelles – pour établir que ces derniers sont en réalité contrôlés par la Russie. La Cour détermine donc que les territoires en question se trouvaient sous la juridiction de la Russie, qui a été partie à la Convention.

### Compétence temporelle de la Cour
La fédération de Russie annonce le 16 mars 2022 se retirer du Conseil de l'Europe et de la Convention européenne des droits de l'Homme. Elle est exclue de l'organisation par la résolution CM/Res(2022)2 du Comité des ministres du même jour.
La Cour tire les conséquences de cette situation conformément à l'article 58 de la Convention. Celui-ci se lit ainsi :

« 1. Une Haute Partie contractante ne peut dénoncer la présente
Convention qu’après l’expiration d’un délai de cinq ans à partir
de la date d’entrée en vigueur de la Convention à son égard et
moyennant un préavis de six mois, donné par une notification
adressée au Secrétaire général du Conseil de l’Europe, qui en
informe les autres Parties contractantes.

2. Cette dénonciation ne peut avoir pour effet de délier la Haute
Partie contractante intéressée des obligations contenues dans la
présente Convention en ce qui concerne tout fait qui, pouvant
constituer une violation de ces obligations, aurait été accompli
par elle antérieurement à la date à laquelle la dénonciation
produit effet.

3. Sous la même réserve cesserait d’être Partie à la présente
Convention toute Partie contractante qui cesserait d’être membre
du Conseil de l’Europe. »

La Cour détermine donc que la Russie a cessé d'être partie à la Convention six mois après son exclusion du Conseil de l'Europe le 16 mars 2022, soit le 16 septembre 2022. Elle demeure donc responsable de toutes les violations de la Convention commise sous sa juridiction avant cette date.

## Verdict

Mattias Guyomar, le président de la Cour, a donné lecture de l'arrêt de la grande chambre le 9 juillet 2025 au matin

Le 13 juin 2025, la CEDH a officiellement annoncé la date prévue pour l'annonce d'une décision sur le fond de l'affaire le 9 juillet 2025. Il s'agit du premier arrêt de la grande chambre dans une affaire qui englobe simultanément un conflit armé international prolongé, un accident d’avion de ligne civil et une invasion à grande échelle du territoire d’un État membre du Conseil de l’Europe.
La lecture a lieu le 9 juillet au matin dans la salle de la grande chambre par le président de la Cour, le français Mattias Guyomar. La Cour condamne la Russie pour l'abattage du vol MH17 et des violations flagrantes, généralisées et d'une ampleur inégalée dans l'histoire de la juridiction, des droits humains en Ukraine,,.
L'arrêt, long de plus de 500 pages, établit des violation systémiques et généralisées des articles 2 (droit à la vie), 3 (interdiction de la torture et des traitements inhumains ou dégradants), 4§2 (interdiction du travail forcé), 5 (droit à la liberté et à la sûreté), 8 (droit au respect de la vie privée et familiale), 9 (liberté de pensée, de conscience et de religion), 10 (liberté d’expression), 11 (liberté de réunion et d’association), 13 (droit à un recours effectif) et 14 (interdiction de la discrimination) de la Convention européenne des droits de l'Homme, et des articles 1 (protection de la propriété) et 2 (droit à l’instruction) du Protocole no 1 à cette Convention,.
La Cour apprécie ainsi de manière générale la situation qui lui est soumise : 

« les événements en Ukraine sont sans précédent dans l’histoire du Conseil de l’Europe. La nature et l’ampleur de la violence, ainsi que les déclarations préoccupantes concernant le statut d’État de l’Ukraine, son indépendance, et son droit même à exister, représentent une menace pour la coexistence pacifique que l’Europe tient depuis longtemps pour acquise. Comme cela a déjà été expliqué, cette rhétorique dangereuse a parfois été étendue pour viser d’autres États membres du Conseil de l’Europe, dont la Pologne, la Moldavie et les pays baltes. Ces actions, qui suppriment les libertés individuelles, répriment les libertés politiques et marquent un mépris flagrant du principe de prééminence du droit, visent à saper le tissu même de la démocratie sur lequel le Conseil de l’Europe et ses États membres sont fondés. Aucun des conflits dont la Cour a eu à connaître jusqu’ici n’avait donné lieu à une telle condamnation, quasi unanime, du mépris « flagrant » affiché par l’État défendeur pour les fondements de l’ordre juridique international établi après la Seconde Guerre mondiale, ni à l’adoption de mesures aussi claires par le Conseil de l’Europe pour sanctionner le manque de respect par l’État défendeur pour les valeurs fondamentales du Conseil de l’Europe que sont la paix, comme cela a déjà été souligné, mais aussi, et ce n’est pas moins important, la vie humaine, la dignité humaine et les droits individuels garantis par la Convention. »

— CEDH, GC, 9 juillet 2025, Ukraine et Pays-Bas c. Russie, nos 8019/16, 43800/14, 28525/20 et 11055/22, paragraphe 177

### Pratiques administratives de la Russie
La Cour retient, sur la base de « très nombreux éléments de preuve » que la Russie est responsable de « pratiques administratives » – c'est à dire de répétition d'actes contraires à la Convention avec la tolérance officielle de l'État – en Ukraine depuis 2014. Elle a volontairement instauré et encouragé un système de violation manifeste et généralisée des droits humains en Ukraine, consistant en des pratiques coordonnées, dans un climat d'impunité totale, de ses agents (forces armées et autres autorités russes, administrations d’occupation, groupes armés et entités séparatistes sous son contrôle) à grande échelle.
La Cour a apprécié la violation des droits garanties par la Convention à la lumière des obligations pesant sur la Russie en vertu du droit de la guerre et du droit international humanitaire.

#### Attaques militaires sans discrimination
La Cour relève l'existence de « preuves accablantes » quant à la violation de la Convention par la Russie au moyen d'attaques militaires contre les civils.
Elle retient, dès 2014 (mais plus intensément à partir de 2022), l'utilisation d'armes lourdes, ne permettant de distinguer entre les objectifs militaire et les biens civils, et à l'encontre de zone peuplées(Tchernihiv, Marioupol, Soumy, Kramatorsk et Marhanets), la violation continue des différents cessez-le-feu, et le ciblage continue de civils ou de soldats hors de combat – notamment de tels personnes en fuite, d'infrastructures par nature civile ou nécessaires à la survie des civils, des couloir humanitaire ou de soldats battants en retraite (comme à Ilovaïsk, en 2014), et des abris et refuges pour les civils clairement identifié comme tels. Sur ce dernier point, la Cour juge particulièrement accablant les cas des attaques dirigées contre le théâtre de Marioupol, la maternité n°3 de cette ville, ainsi que la gare de Kramatorsk alors que s'y déroulait des opérations d'évacuation civiles.
La Russie ne s'est nullement préoccupée de la vie et le bien-être des civils assiégés (à Izioum, Tchernihiv, Marioupol, etc.), n'a pas assuré leur protection ni leur possibilité d'évacuation. Tel a également été le cas des civils tombé en son pouvoir dans les territoires qu'elle occupait.
La Cour estime que ces attaques « ont causé d'énormes dégâts aux biens privés en Ukraine », et entraîné un sentiment de peur causant aux civils des blessures physiques et psychologiques graves constitutif d'un traitement inhumain.
La Cour conclut donc à l'unanimité que ces attaques russes ont constitué une violation des articles 2 (droit à la vie) et 3 (interdiction de la torture et des traitements inhumains ou dégradants) de la Convention et de l’article 1 du Protocole no 1 (droit de propriété) entre le 11 mai 2014 et le 16 septembre 2022 et, à partir du 24 février 2022, également une violation de l’article 8 de la Convention (vie privée et familiale).

#### Exécutions extrajudiciaires
La Cour retient là aussi des « preuves accablantes » sur des exécutions sommaires généralisées de civils, y-compris de civils tentant de fuir, de prisonniers de guerre ou de soldats ou personnel incontestablement hors de combat, par les forces russes ou les éléments sous leur contrôle, dès 2014.
La Cour conclut à l'unanimité à la violation de l'article 2 (droit à la vie) de la Convention, entre le 11 mai 2014 et le 16 septembre 2022.

#### Torture, traitements inhumains et dégradants (dont violences sexuelles)
La Cour relève de telles pratiques dès 2014, avec un accroissement significatif de leur nombre et de leur gravité à partir de l'invasion à grande échelle, par les forces russes ou les éléments sous leur contrôle. Elle cite à titre d'exemple : le passage à tabac, la mise à nu forcée en public et la fouille intime lors des procédures de filtrage, le simulacre d’exécution, la mutilation, l’infliction de décharges électriques, le maintien prolongé en position contrainte lors de la détention, l’exposition à des températures extrêmes, et le fait de forcer des prisonniers de guerre à ingérer leurs insignes militaires.
La Cour juge en particulier que des violences sexuelles, à l'encontre des femmes comme des hommes, sont perpétrés en Ukraine de manière généralisée et systématique dès 2014 par les forces russes ou les éléments sous leur contrôle, notamment par des viols collectifs et la réduction en esclavage sexuel pendant de longues périodes. Ces pratiques se sont encore renforcées à partir de l'invasion à grande échelle. À ce propos, la Cour estime:

« Les agressions sexuelles et les viols de personnes civiles, dans les populations de l’ensemble du territoire occupé d’Ukraine, perpétrés en toute impunité, ont laissé femmes et hommes dans l’incapacité de se protéger et de protéger leurs familles, et en proie à la peur. La Cour est convaincue que les violences sexuelles et les viols ont été étendus en Ukraine après l’invasion de février 2022 dans le cadre d’une stratégie militaire qui visait à déshumaniser, humilier et démoraliser la population ukrainienne – les individus et la communauté – et à imposer une domination sur le territoire souverain ukrainien. Le viol systématique des femmes comme arme de guerre provoque des souffrances physiques, émotionnelles et psychologiques inimaginables. Les victimes ont été exposées à une double victimisation, d’une part en subissant des blessures et un traumatisme potentiellement dangereux et durables, et, d’autre part, en étant confrontées au risque d’être stigmatisées et rejetées par leur famille et leur communauté. Le Statut de la CPI qualifie de crime contre l’humanité le viol commis dans le cadre d’une attaque généralisée ou systématique lancée contre toute population civile. La Cour juge que le viol employé comme arme de guerre, ainsi qu’il a été exposé ci-dessus, est un acte particulièrement atroce qui constitue un acte de torture. »

— CEDH, GC, 9 juillet 2025, Ukraine et Pays-Bas c. Russie, nos 8019/16, 43800/14, 28525/20 et 11055/22, paragraphe 1078
La Cour juge que le nombre très important d'enlèvements et de disparitions et « le mépris flagrant, constant et implacable de l’obligation de rendre compte aux familles du sort de leurs proches disparus et du lieu où ils se trouvent » ont causé des souffrances et un sentiment de terreur et de détresse parmi la population lui-même constitutif d'un traitement inhumain.
La Cour a donc conclut, sur des « preuves accablantes », à l'unanimité, que l'ensemble de ces pratiques et mauvais traitements, commis à grande échelle et d'une gravité et d'une ampleur exceptionnelle et sans précédent, constitue une violation de l'article 3 (interdiction de la torture, des traitements inhumains et dégradants) de la Convention, entre le 11 mai 2014 et le 16 septembre 2022.

#### Travail forcé
La Cour retient une accumulation de pratiques semblables et suffisamment nombreuse et liées entre elles pour caractériser un « système de travail forcé ».
Des soldats prisonniers et des civils ukrainiens, dont des civils arbitrairement détenus, ont été contraint de travailler pour les séparatistes contrôlés par la Russie, notamment en participant à des travaux défensif ou de soutient de ces forces (déminage, acheminement des matériels et munitions). De même, il a été procédé par les séparatistes, puis directement par les forces armées russes à partir de 2022, à des recrutements forcés de civils ou de soldats prisonniers dans leurs rangs, notamment pour des postes les plus exposés au danger. La Cour mentionne le cas des employés de la Centrale nucléaire de Zaporijjia, sous occupation russe depuis 2022.
La Cour estime disposer de suffisamment d'éléments, dans le contexte général du conflit et alors qu'aucun changement de position ou de pratique des séparatistes ou de la Russie depuis le début du conflit ne saurait être relevé, pour constater, à l'unanimité, une violation du paragraphe 2 de l'article 4 (interdiction du travail forcé) de la Convention, entre le 11 mai 2014 et le 16 septembre 2022.

#### Détentions arbitraire
La Cour estime qu’il ne fait absolument aucun doute qu’« un ensemble ou système de détentions illégales et arbitraires de civils, dépourvues des garanties procédurales les plus élémentaires » a été instauré par la Russie dans les territoires qu'elle contrôle en Ukraine, dès 2014.
Elle souligne en particulier le nombre très important de civils détenus ou enlevés, pour des motifs fort divers – y-compris de pure opportunité matérielle – et souvent inconnus des intéressés et de leur proches, en tout lieu et à tout heure, en dehors d'un quelconque cadre juridique, ni russe ni même séparatiste. Elle retient particulièrement les cas de « rétentions administratives ou préventives » et la pratique généralisée et systématique des camps de filtration.
La Cour conclut donc, à unanimité, à une violation de l'article 5 (liberté individuelle et sûreté) de la Convention, entre le 11 mai 2014 et le 16 septembre 2022.

#### Déplacements forcés de civils
La Cour relève un climat généralisé de violence, de coercition, d'abus de pouvoir, de terreur et de violation des droits fondamentaux instauré par la Russie à partir de son invasion à grande échelle de l'Ukraine, poussant de très nombreux civils à fuir leur domicile ou à être séparé de leur famille. De très nombreux civils ont également été expulsés ou transférés de force, y-compris sous la contrainte des forces armées, ou de se transporter loin de leur domicile, y-compris dans des centres de détention situés sur le territoire russe internationalement reconnu. Toutes ces pratiques se sont déroulées en dehors de tout cadre juridique.
Elle se penche notamment sur la pratique russe dite de « filtration », des contrôles sans discrimination sur des civils, des soldats hors de combats et des enfants très intrusif, incluant fouille corporelle, interrogatoires poussés, collectes massives de données. Le nombre et le matériels des camps de filtration permettent d'en déduire le caractère systématique, hors de tout cadre légale ou de garanties les plus élémentaires.
La Cour conclut donc, à l'unanimité, à la violation de l'article 8 (droit au respect de la vie privée et familiale) de la Convention, entre le 24 février 2022 et le 16 septembre 2022.

#### Persécutions religieuses
La Cour note des restriction importantes à la liberté de religion dès 2014, formant un « système d’intimidation, de harcèlement et de persécution de groupes religieux autres que » l'Église orthodoxe d'Ukraine rattachée au Patriarcat de Moscou. Les religieux des ces autres groupes ont été enlevés, torturés, ou tués, les édifices religieux pillés, détruits ou confisqués. Divers mesures ont été mises en place visant à enregistrer les organisations religieuses fidèles au Patriarcat de Moscou et à interdire les autres cultes (arrestation, mauvais traitement et exécutions sommaires de fidèles, confiscation du matériel de culte, interdiction des rites). Depuis 2022, l'administration d'occupation russe avait également « nationalisé » les biens de communautés religieuses pour les réaffectés à son propre usage. Les mesures ont ciblé d'autres communautés chrétiennes (notamment l'Église orthodoxe ukrainienne du Patriarcat de Kyiv et l'Église de Grèce) et les musulmans, sans être proportionnées ni prévoir de garanties suffisantes selon la Cour.
La Cour conclut donc, à l'unanimité, à une violation de l'article 10 (liberté de pensée, de conscience et de religion) de la Convention, entre le 11 mai 2014 et le 16 septembre 2022.

#### Atteintes à la liberté d'expression
La Cour relève que dès 2014, la Russie ou les forces sous son contrôle ont spécifiquement ciblé les journalistes travaillant pour des médias ukrainiens ou internationaux (intimidations, poursuites « judiciaires », placements en détention, exécutions sommaires), et ont édictés de consignes sur la manière dont les événements devaient être présentés. Les direction des médias ont été remplacés par les personnes nommées par les autorités d'occupation. La diffusion des médias ukrainiens et étrangers, y-compris sur les sites internets, a été bloquée ne laissant que les médias contrôlés par la Russie dans les territoires qu'elle occupait. L'accès à certaines zones, dont les zones de conflit, était interdit et l'occupant a édicté une série d'« actes juridiques », sans prévoir aucune garantie contre le risque d'arbitraire, visant à contrôler le contenu même des informations et à interdire la propagation d'informations favorables à l'Ukraine ou révélant les violations des droits humains commises par la Russie ou les forces sous son contrôle. Des civils ont été emprisonnés, transféré de force ou exécuté sommairement en raison de leurs opinions favorables à l'Ukraine ou de leur travail journalistique.
La Cour conclut donc, à l'unanimité, à une violation de l'article 10 (liberté d'expression) de la Convention, entre le 11 mai 2014 et le 16 septembre 2022.

#### Dispersions de manifestations pacifiques
La Cour relève dix cas d'usage disproportionné de la force en mars et avril 2022 (à Nova Kakhovka, Chaplynka, Kherson [plusieurs fois], Skadovsk, Berdiansk, Henitchesk, Slavoutytch, Enerhodar, et Kakhovka), notamment l'utilisation d'armes à feu et de grenades assourdissantes et incapacitante ayant causé des morts et des blessures graves parmi les civils qui manifestaient pacifiquement. Ces actions ont été entreprises en dehors de tout cadre juridique et ce dernier ne saurait, en tout état de cause, autoriser l'usage de la force létale contre des manifestations pacifiques.
La Cour conclut donc, à l'unanimité, à la violation de l'article 11 (liberté de réunion), entre mars et avril 2022.

#### Destructions et pillages
La Cour constate l'existence d'une campagne systémique de dégradation substantielle, de destruction, de vol, de pillage, de détournement et d'expropriation de toutes formes de biens – dont les ressources naturelles – dès 2014 par les forces sous le contrôle de la Russie, qui s'est intensifié à partir de 2022. Les forces d'invasion russe se livraient à des pillages systématiques et généralisés. Ces pratiques ne s'inscrivaient pas dans la conduite des hostilités mais relevaient d'un vandalisme gratuit ou de la pure économique, en toute impunité. Les forces sous contrôle russe, puis la Russie elle-même a mis en place un système d'expropriation de masse sans aucune forme de compensation et une nouvelle obligation d'enregistrement des biens sous peine de confiscation. De nombreux civils ont également été dépouillés par les forces armées russes ou leurs supplétifs, mais les pillages et destruction concernaient également les personnes morales ou les biens de l'État ukrainien.
La Cour conclut donc, à l'unanimité, à la violation de l'article 1 (protection de la propriété) du Protocole no 1 à la Convention entre le 11 mai 2014 et le 16 septembre 2022, et à la violation de l'article 8 (vie privée et familiale) de la Convention entre le 24 février 2022 et le 16 septembre 2022.

#### Endoctrinement des élèves et bannissement de l'Ukrainien
La Cour rappelle que le droit à l'instruction implique que celle-ci se fasse dans au moins l'une des langues officielles du pays. Or, dès 2014 la Russie ou les agents sous son contrôle ont imposés, dans les territoires occupés, une enseignement uniquement en langue russe, alors que l'ukrainien est la seule langue officielle en vertu de la Constitution de l'Ukraine. La Cour relève également que la Russie a imposé une réorganisation du système éducatif dans les territoires occupés pour se conformer à la structure de son propre système, et a utilisé ce système pour diffuser un récit du conflit conforme à ces déclarations, notamment sur la dénégation de l'existence de la nation ou de l'État ukrainien, en imposant par exemple un programme et des manuels scolaires russes, dans le but d'endoctriner les élèves.
La Cour relève des actes de pression, d'intimidation et de harcèlement à l'encontre des enseignants, des élèves et des parents, relatifs à l'usage de l'ukrainien dans le cadre du système éducatif.
La Cour note que la Cour internationale de justice avait déjà estimé dans son arrêt du 31 janvier 2024 rendu en l'affaire Application de la Convention internationale pour la répression du financement du terrorisme et de la Convention internationale sur l’élimination de toutes les formes de discrimination raciale (Ukraine c. Fédération de Russie) que les politiques similaires de bannissement de l'ukrainien et de persécution des enfants ukrainophones mises en place par la Russie dans les écoles de Crimée occupée contrevenaient à la Convention internationale sur l’élimination de toutes les formes de discrimination raciale. De surcroît, la grande chambre avait elle-même reconnu que ces pratiques russes en Crimée occupée constituaient une violation flagrante de l'article 2 du Protocole no 1 à la Convention dans son arrêt du 25 juin 2024, Ukraine c. Russie (Crimée).
La juridiction constate depuis le 24 février 2022 une intensification de l'endoctrinement des élèves dans le cadre de la politique de russification forcée des populations sous le contrôle russe : 

« à partir de février 2022, les dispositions qui ont été prises […] [dans les] territoires ukrainiens se trouvant sous contrôle russe pour diffuser le récit de la Puissance occupante dans les écoles cherchaient à mettre en œuvre la russification des populations ukrainiennes qui vivaient dans ces territoires, en application des objectifs politiques généraux visant à séparer ces zones de l’Ukraine et, en définitive, à nier l’existence de l’Ukraine en tant qu’État souverain. Les parents des enfants vivant dans ces zones ont dû choisir entre envoyer leurs enfants recevoir une instruction qui, à des égards importants, était dispensée d’une manière entièrement incompatible avec leurs convictions politiques et philosophiques, ou s’exposer à des sanctions sévères, ou encore renoncer à toute instruction pour leurs enfants. Compte tenu de l’importance fondamentale que revêt l’instruction pour l’épanouissement personnel et la réussite future de tout enfant, il était inadmissible d’interrompre la scolarité des élèves concernés dans la seule langue officielle du territoire et de les forcer ainsi que leurs parents à faire des choix aussi difficiles à la seule fin d’enraciner l’idéologie séparatiste et révisionniste. La Cour estime que pareil enseignement poursuivait un but d’endoctrinement qui ne respectait pas les convictions des parents, but qui est prohibé par l’article 2 du Protocole no 1 à la Convention. »

— CEDH, GC, 9 juillet 2025, Ukraine et Pays-Bas c. Russie, nos 8019/16, 43800/14, 28525/20 et 11055/22, paragraphe 1494
La Cour conclut donc, à l'unanimité, à la violation de l'article 2 (droit à l'instruction) du Protocole no 1 à la Convention, par le bannissement de la langue ukrainienne entre le 11 mai 2014 et le 16 septembre 2022, et par l'endoctrinement des élèves entre le 24 février et le 16 septembre 2022.

#### Déportation et adoption forcées d'enfants ukrainiens
D'une manière générale, la Cour considère que les éléments avancés par le gouvernement ukrainien permettent de sérieusement alléguer d'un transfert non-consentit de populations, et qu'il appartenait à la Russie de rapporter la preuve dudit consentement (cette dernière ne participe plus à la procédure depuis février 2022).
La Cour note que les parties (y-compris la Russie) ont admis que trois groupes d'enfants ukrainiens (85 en tout) avaient franchi la frontière russe internationalement reconnue, sous escorte, à l'été 2014, et étaient depuis revenus. La juridiction estime que l'enquête russe était inadéquate et qu'elle n'a pas permis d'établir que le transfert vers la Russie était consentit. Elle relève également un grand nombre de transferts d'enfants à travers la frontière russe internationalement reconnue dans les deux sens, nécessitant une logistique d'envergure, sans que la Russie ne fournisse aucun élément sur leur identité, les motifs ou la finalité des transfert, leur cadre juridique, ou leurs garanties.
De surcroît, la Cour juge qu'il existe des « preuves accablantes » d'une politique menée depuis peu avant l'invasion à grande échelle par la fédération de Russie consistant en la soustraction systématique et généralisée d'un « nombre incalculable » d'enfants de nationalité ukrainienne dans les territoires qu'elle occupait à leurs parents ou leurs tuteurs légaux, puis de leur transfert forcé sur le territoire russe internationalement reconnu, pour les y faire adopter de force. La Cour relève que cette politique traduisait la volonté russe de séparer définitivement ces enfants de leurs tuteurs légaux, notamment en facilitant leur adoption en Russie par des familles russes aux moyens de divers mesures dont la modification des lois sur l'adoption, l'octroi automatique de la nationalité russe par le décret du 30 mai 2022, la délivrance automatique de certificat de naissances russe, le placement des enfants sur la liste des enfants disponible à l'adoption ou au placement en famille d'accueil, etc. La Cour remarque qu'eu égard à la nature même de la procédure d'adoption, il devient impossible de retrouver la trace des enfants une fois adoptés ; cette mesure ne saurait donc être que définitive. Elle se rappelle qu'elle avait déjà conclut que l'octroi forcé de la nationalité russe aux adultes ukrainiens vivant en Crimée occupée constituait une violation au droit au respect de la vie privée et familiale, dans son arrêt sur l'affaire Ukraine c. Russie (Crimée). La juridiction relève le soutien apporté par tous l'appareil politique et administratif russe, jusqu'à la Commissaire au droit de l'enfants de la présidence et du président de la fédération de Russie lui-même. La Cour craint sérieusement que cette politique ne remonte en réalité à l'été 2014.
La Cour estime que cette politique est dépourvue de base légal et viole les obligations de la Russie en vertu du droit international humanitaire et du droit de la guerre qui interdit les évacuation forcées et impose la préservation du statut des enfants des populations occupées. Les enfants ont subi, de manière brutale et coercitive, dans une grande incertitude, un changement d'environnement non-consentit, qui les a séparé de force et privé de tout contact avec leur proches, de manière définitive, portant atteinte à leur droit au respect de leur vie privée et familiale.
De plus, la Cour reconnait que ces transferts et adoptions forcées constitue un traitement inhumain et dégradant, accentué par la vulnérabilité spécifique reconnue aux populations d'enfants : 

« Premièrement, l’affaire a trait à une politique officielle qui consistait à retirer des enfants à leurs tuteurs légaux dans des territoires occupés et à les confier aux soins d’un État occupant hostile pour une durée potentiellement indéfinie et au mépris du droit international […]. Deuxièmement, les actions incriminées se sont inscrites dans le contexte d’opérations militaires qui produisent, en elles-mêmes, des effets durables et traumatisants […]. Troisièmement, la séparation des enfants concernés d’avec leur famille et les personnes qui s’occupaient d’eux, dans le contexte décrit ci-dessus, a produit sur eux un effet traumatisant, compte tenu, en particulier, de l’incertitude et de la peur d’être séparés de leur famille de force et de manière définitive […]. Ce point a été reconnu par les autorités russes elles-mêmes […]. Enfin, il existe des informations crédibles indiquant que certains de ces enfants ont subi de mauvais traitements après leur transfert […]. Ces éléments, conjugués à la vulnérabilité inhérente aux enfants, qui découlait de leur âge et, dans certains cas, de leur handicap ou de leurs besoins de santé particuliers, ainsi que de l’absence de soins parentaux ou de placement en institution, sont suffisamment graves pour tomber sous le coup de l’article 3 de la Convention. »

— CEDH, GC, 9 juillet 2025, Ukraine et Pays-Bas c. Russie, nos 8019/16, 43800/14, 28525/20 et 11055/22, paragraphe 1595 [extraits]
Elle estime en outre que ces transferts et la rétention des enfants en Russie constitue également une détention arbitraire :

« Les circonstances exceptionnelles de la présente espèce, à savoir le caractère coercitif du transfert des enfants depuis l’Ukraine et de leur séjour à l’extérieur de celle-ci, l’impossibilité pour les enfants de prendre contact avec les membres de leur famille, les difficultés excessives que rencontraient les personnes ayant la garde des enfants lorsqu’elles souhaitaient être réunies avec eux, la rétention d’un certain nombre d’enfants dans divers établissements et institutions répartis dans l’ensemble de la Russie et des territoires contrôlés par celle-ci, et l’impossibilité évidente pour les enfants concernés de quitter seuls ces établissements et de retourner en Ukraine, amènent la Cour à conclure que les enfants ont été « privés de leur liberté et de leur sûreté » au sens de l’article 5 de la Convention. »

— CEDH, GC, 9 juillet 2025, Ukraine et Pays-Bas c. Russie, nos 8019/16, 43800/14, 28525/20 et 11055/22, paragraphe 1596 [extraits]
La Cour conclut donc, à l'unanimité, à une violation des articles 3 (interdiction de la torture, des traitements inhumains et dégradants), 5 (liberté individuelle et sûreté) et 8 (vie privée et familiale) de la Convention, entre le 11 mai 2014 et le 16 septembre 2022.

#### Discriminations diverses
La Cour constate que la fédération de Russie n'a délibérément pas garantie les droits prévus aux article 2, 3, 4§2, 5, 8, 9, 10 et 11 de la Convention et aux articles 1 et 2 du protocole no 1, au profit des personnes soutenant l'unité et l'indépendance politique de l'Ukraine et l'intégrité territoriale du pays, établissant ainsi une discrimination en violation de l'article 14 de la Convention, entre le 11 mai 2014 et le 16 septembre 2022. De même, la Cour remarque tout une série de mesures visant à affaiblir l'identité et à effacer l'histoire de l'Ukraine (endoctrinement des élèves, bannissement de l'ukrainien, transfert forcé d'enfants vers la Russie, blocage du service audiovisuel public ukrainien, etc.). Elle redit en particulier :

« Le fait que les opérations menées en Ukraine, d’abord secrètes, soient alors ouvertement assumées, a fait apparaître au grand jour l’objectif de la Fédération de Russie. Cet objectif semble n’être rien de moins que la destruction de l’Ukraine en tant qu’État souverain indépendant, par l’acquisition par la force de territoires ukrainiens et la soumission de toute la nation ukrainienne restante à l’influence et au contrôle de la Russie. »

— CEDH, GC, 9 juillet 2025, Ukraine et Pays-Bas c. Russie, nos 8019/16, 43800/14, 28525/20 et 11055/22, paragraphe 174

#### Absence d'enquête
La Cour relève l'existence d'une politique d'impunité totale mise en œuvre par la Russie depuis 2014 qui n'a strictement pris aucune mesure ni n'a ouvert aucune voie aux personnes sous sa juridiction pour redresser la situation. De surcroît, la notion de pratiques administratives, qui repose sur une tolérance officielle de l'État, implique nécessairement lorsqu'elle est admise l'anéantissement de tout possibilité effective de remédier aux pratiques.
La Cour conclut donc, à l'unanimité, à une violation de l'article 13 (droit à un recours effectif) de la Convention combiné avec les articles 2, 3, 4§2, 5, 8, 9, 10, 11 et 14 de la Convention et les articles 1 et 2 du Protocole no 1 (volets procéduraux), entre le 11 mai 2014 et le 16 septembre 2022.

### Vol MH17
La Cour retient que l'avion assurant le vol MH17 a été délibérément détruit au dessus des territoires ukrainiens contrôlés par les séparatistes, causant 289 victimes, par un missile Bouk, tiré depuis un Bouk-TELAR en pensant qu'il s'agissait d'un avion militaire et non d'un avion de ligne civil. Le Bouk-TELAR a été acheminer dans les territoires occupés par la 53e brigade antiaérienne russe. La Cour ne recherche pas précisément qui a tiré le missile puisqu'elle a établit que la fédération de Russie était responsables de tous les actes des séparatistes, et que le Bouk-TELAR était nécessairement opéré par des membres de forces russes ou des forces séparatistes.

#### Droit à la vie
La Cour relève que le Bouk-TELAR est une arme lourde qui ne permet pas de discriminer entre les cibles militaires ou civils, et que la Russie a délibérément utilisée ou fait utiliser cet armement sans prendre aucune mesures pour s'assurer de la nature militaire de la cible (attaque à l'aveugle), comme l'exigent les principes de distinction et de précaution du droit de la guerre. Elle a ainsi violé l'obligation négative de ne pas intenter au droit à la vie. 
De surcroît, la Russie a délibérément déployée ou fait déployer ce type d'armement dans une zone où le transport aérien civil avait toujours cours, faisant ainsi courir un risque immédiat pour la vie de la population civile. Elle n'a pris aucune mesure, même minimale attendues d'un État faisant usage d'une arme aussi destructrice dans de ces circonstances – telles que la fermeture de l'espace aérien ou l'information de son intention d'utiliser ce type d'arme – et a ainsi fait preuve de négligence vis-à-vis de la vie des civils. Elle a donc également violé son obligation positive de prendre toutes les mesures en son pouvoir pour préserver le droit à la vie,.
La Cour conclut donc à une violation de l'article 2 (droit à la vie [volet matériel]) de la Convention par l'abattage du vol MH17.

#### Absence d'enquête
La Cour juge que la Russie à violer l'obligation qui découle de l'article 2 de la Convention de mener une enquête effective sur l'abattage et de coopérer à l'enquête internationale conduite pour tenter de l'élucider. L'enquête russe a été très insuffisante, orientée et parcellaire, se limitant à certains aspect de l'abattage tout en cherchant à occulter ceux qui aurait pu le lier à la Russie. Elle n'a pas été menée de manière indépendante, mais par le ministère de la défense russe lui-même. Elle n'a associé en aucune manière les proches des victimes, ne les a pas directement tenu informé, et les a au contraire éloigné toute forme de réponse qu'ils étaient en droit d'attendre légitimement.
De surcroît, la Cour retient que la Russie n'a pas coopéré avec l'enquête internationale menée par une Équipe Commune d'Enquête (ÉCE) entre les Pays-Bas, l'Ukraine, la Belgique et l'Australie avec la participation de la Malaisie et d'Eurojust. La Russie n'a pas octroyé les facilités nécessaires à l'ÉCE, et a délibérément omis ou refusé de transmettre des informations ou a transmis des informations erronées voire falsifiées ou purement factices à cette dernière. La Cour s'appuie également sur l'attitude des autorités russes, visant à entraver l'enquête :

« 1494. Aucun élément ne prouve que les autorités russes aient coopéré de manière réelle, et encore moins effective, à l’enquête menée en l’espèce par l’ECE. En fait, des éléments de preuve accablants indiquent le contraire. Le rapport [du parquet néerlandais] de 2020 sur l’entraide judiciaire expose avec précision l’historique des demandes d’entraide judiciaire adressées à la Fédération de Russie, ainsi que les réponses reçues […]. Il illustre l’attitude de la Fédération de Russie consistant à entraver les efforts entrepris pour élucider la cause et les circonstances du crash.
[…]

1499. Les éléments du dossier permettent d’établir au-delà de tout doute que, par les révélations et communications inexactes qu’il a faites lors de ses différentes conférences de presse, le ministère russe de la Défense a cherché non pas à coopérer à l’enquête de l’ECE, mais à contredire et à décrédibiliser ce que cette enquête avait mis au jour et à ouvrir délibérément de fausses pistes, gaspillant ainsi le temps et les ressources de l’ECE. Le défaut de coopération des autorités russes a eu une incidence importante sur la capacité de l’ECE à conclure son enquête relative à l’implication des forces armées russes et de hauts responsables politiques russes dans la destruction de l’avion qui assurait le vol MH17. »

— CEDH, GC, 9 juillet 2025, Ukraine et Pays-Bas c. Russie, nos 8019/16, 43800/14, 28525/20 et 11055/22, paragraphes 1494 et 1499 [extraits]

La Cour estime également que la Russie n'a laissé aucune possibilité pour les proches des victimes d'obtenir des réponses et de voir les responsabilités établies et les responsables traduit en justice, les privant ainsi de tout recours effectif:

« Aucune autre instance d’enquête n’a permis l’examen et l’élucidation de ces aspects cruciaux. Dès lors en effet que les informations nécessaires sont entre les seules mains des autorités de la Fédération de Russie, le fait que cet État persiste à nier en bloc toute implication dans la destruction de l’avion du vol MH17 et le fait qu’il refuse de fournir des informations en vue d’un examen minutieux empêchent tout organe d’enquête indépendant d’établir l’entière vérité sur le crash. En conséquence, force est de qualifier de fantaisiste toute idée selon laquelle il serait possible d’élucider les faits et de déterminer la responsabilité d’agents de l’État russe dans le cadre d’une procédure civile en Russie. »

— CEDH, GC, 9 juillet 2025, Ukraine et Pays-Bas c. Russie, nos 8019/16, 43800/14, 28525/20 et 11055/22, paragraphe 512
La Cour conclut à une violation de l'article 2 (droit à la vie [volet procédural]) et du même article combiné avec l'article 13 (droit à un recours effectif) par l'abattage du vol MH17.

#### Traitement inhumain
La Cour reconnait que l'absence d'enquête et de coopération de la part de la Russie a laissé les proches des victimes, déjà lourdement affligés, voire traumatisés, par ces décès soudain, violents et massifs, dans un état d'incertitude quant aux circonstances et aux responsabilité de l'avion assurant le vol MH17. En outre, la Cour ajoute que les proches n'ont pas pu éviter d'être confronté aux images très violentes et traumatisantes du site du crash de l'avion, y-compris la vision du corps des victimes et le traitement particulièrement indigne qui leur était réservé par les séparatistes. Elle reconnaît un sentiment d'impuissance et d'anxiété lié au refus prolongé, pendant huit mois, de la Russie de donner accès audit site pour y récupérer les dépouilles et de le sécuriser afin d'éviter que lesdites dépouilles ne demeurent à l'air libre pendant ces huit mois. La Cour remarque que les proches ont été ainsi contraint d'identifier les corps dans ces circonstances particulièrement difficiles et d'inhumer des corps incomplets, parfois en plusieurs fois à mesure que d'autres parties des dépouilles étaient découvertes ou rapatriées. Deux corps n'ont pas été retrouvés.

La Cour relève a nouveau le comportement de la Russie vis-à-vis des proches des victimes comme augmentant leurs souffrances :

« Toutes leurs demandes sont restées sans réponse ou ont reçu des réponses inadéquates et mensongères de la part des autorités russes. Ainsi que cela a déjà été indiqué, plutôt que d’engager un véritable effort d’aide et de soutien aux familles, le gouvernement défendeur a diffusé de fausses informations sur la cause et les circonstances du crash, et sa réaction aux allégations faisant état d’une implication de la Russie s’est limitée à des dénégations et à des tentatives destinées à rejeter la faute sur d’autres parties […]. À cet égard, la Cour attire l’attention sur le constat figurant dans le rapport établi par l’université de Groningue, selon lequel l’attitude des autorités russes est la cause de victimisation secondaire que les familles ont le plus souvent mentionnée dans leurs déclarations de préjudice subi […]. Elle relève également que, dans sa Résolution 2452 (2022) intitulée « Faire rendre des comptes pour la destruction du vol MH17 », l’Assemblée parlementaire du Conseil de l’Europe a estimé que la diffusion de fausses informations par les autorités russes avait fortement accru la souffrance des familles et des amis des victimes du crash, et que, pour pouvoir tourner la page, ces personnes avaient désespérément besoin de connaître la vérité sur ce qui était arrivé à leurs proches, y compris sur les conditions et les raisons de cet événement, et de voir les auteurs de ces actes rendre des comptes. »

— CEDH, GC, 9 juillet 2025, Ukraine et Pays-Bas c. Russie, nos 8019/16, 43800/14, 28525/20 et 11055/22, paragraphe 550 [extraits]
La Cour conclut donc que la « souffrance profonde et persistante » des proches des victimes de la destruction de l'avion assurant le vol MH17 constituait un traitement inhumain, violant ainsi l'article 3 de la Convention.

### Violation de l'article 38, indemnisation et exécution de l'arrêt
La Cour relève que l'État défendeur, la Russie, n'a absolument pas participé à la procédure à partir du 24 février 2022 et n'a pas fourni à la Cour les facilités nécessaires pour la conduite efficace de son enquête, comme l'y obligeait l'article 38 de la Convention. La Cour conclut donc, à l'unanimité, à la violation de cet article.
La Cour renvoi à des décisions ultérieures la question du prononcé de « satisfactions équitables », l'indemnisation que le permet d'octroyer la Convention, notamment eu égard au registre des dommages tenus par le Conseil de l'Europe. La grande chambre décide de disjoindre la requête néerlandaise pour la suite de la procédure, afin de tenir compte des instances individuelles introduites devant la Cour par des proches des victimes du vol MH17 et des décisions du Conseil de l'Organisation de l'aviation civile internationale, qui a reconnu le 12 mai 2025 que la Russie avait failli à ses obligations découlant du droit aérien international lors de la destruction de l’avion du vol MH17, et qui examine actuellement la forme que doivent prendre les réparations,.
Conformément à l'article 46 de la Convention, la Cour rappelle que la fédération de Russie est tenu d'exécuter l'arrêt et lui ordonne de mettre en œuvre les mesures suivantes: 

« sans délai libérer ou renvoyer en toute sécurité toutes les personnes qui, sur le territoire ukrainien occupé par les forces russes ou sous contrôle russe, étaient privées de liberté en violation de l’article 5 de la Convention avant le 16 septembre 2022 et qui sont toujours détenues par les autorités russes ;
[…] apporter sans délai sa coopération à la mise en place d’un mécanisme international et indépendant destiné à assurer, le plus rapidement possible et en tenant dûment compte de l’intérêt supérieur des enfants, l’identification de tous les enfants transférés d’Ukraine vers la Russie ou le territoire contrôlé par la Russie avant le 16 septembre 2022, le rétablissement des contacts entre ces enfants et les membres survivants de leur famille ou leurs tuteurs légaux, et la réunion en toute sécurité des enfants avec leur famille ou leurs tuteurs légaux »

— CEDH, GC, 9 juillet 2025, Ukraine et Pays-Bas c. Russie, nos 8019/16, 43800/14, 28525/20 et 11055/22

## Portée de la décision

### Importance de la décision
La décision dans cette affaire est susceptible d’avoir un impact décisif sur :
- qualification juridique internationale de l’agression armée de la fédération de Russie ;
- futurs processus d’indemnisation des victimes ;
- documents destinés à d’autres tribunaux internationaux, notamment à la Cour pénale internationale (CPI)[56].

### Exécution de la décision
Malgré la déclaration de la fédération de Russie selon laquelle elle ne reconnaît aucune décision de la CEDH adoptée après le 15 mars 2022, la fédération de Russie est restée partie contractante à la Convention européenne des droits de l'homme (CEDH) jusqu'au 16 septembre 2022, date à laquelle a expiré le délai de six mois à compter de la date de son exclusion officielle du Conseil de l'Europe.
À cet égard, la Cour européenne des droits de l’homme conserve sa compétence pour se prononcer sur toutes les violations de la Convention survenues avant le 16 septembre 2022, quelles que soient les déclarations ou positions ultérieures de la fédération de Russie.
La Russie a effectivement cessé de participer à la procédure, ne soumet pas d’explications écrites et ignore les mesures provisoires, y compris les demandes de la CEDH pour une cessation immédiate des hostilités en Ukraine.
Bien qu’il n’existe pas de mécanisme coercitif pour l’exécution des décisions de la Cour par un État non coopérant, les décisions de la CEDH ont une importance juridique, politique et historique internationale considérable. Elles constituent des conclusions officielles sur la responsabilité de la fédération de Russie dans les violations systémiques des droits de l’Homme et peuvent être utilisées comme preuves dans d’autres juridictions, en particulier devant la Cour pénale internationale ou les tribunaux nationaux d’autres États.

## Voir également

#### Violations alléguées par les requérants
- Rapport d'Amnesty International : « L'agression russe en Ukraine »
- Rapports de Human Rights Watch :
  - monde : Événements de 2021 en Ukraine ; Événements de 2022 en Ukraine
  - spécial : « Nous n’avions pas le choix » : la filtration et le crime de transfert forcé de civils ukrainiens vers la Russie (1er septembre 2022) ;
  - « Dommages intenses et prolongés » : attaques aux armes à sous-munitions en Ukraine (11 mai 2022)
  - « Notre ville a disparu » : la destruction de Marioupol par la Russie (8 février 2024)